# خدرنق برغريني
خدرنق برغريني (الاسم العلمي: Cheiracanthium peregrinum) هو نوع من العنكبوتيات يتبع جنس الخدرنق من الفصيلة العناكب الكيسية.